# Victor Van Offenwert
Victor Vic Van Offenwert, né le 5 janvier 1930 à Réthy en Belgique et mort le 26 décembre 2008 dans la même ville, est un footballeur belge qui joue au poste de gardien de but. Au cours de sa carrière, il remporte un trophée, la Coupe de Belgique 1955 avec le Royal Antwerp FC.

## Biographie
Victor Van Offenwert débute au SK Retie en 1946. Il passe ensuite dans les rangs du SK Diamant avant de rejoindre le Royal Antwerp FC en 1953. Au cours de sa première saison, il n'est pas souvent titulaire et ne dispute que dix rencontres en championnat. Il joue plus souvent durant la saison 1954-1955, ponctuée par une victoire en Coupe de Belgique. Il parvient à conserver ses filets inviolés durant la finale. Malgré cela, il ne joue que trois rencontres la saison suivante et décide alors de quitter le club.
Durant l'été 1956, il rejoint le Beringen FC. Au terme de sa première saison, le club est relégué en Division 2. Le joueur décide de rester au club et l'aide à remporter le titre de champion de deuxième division douze mois plus tard. Le club se maintient deux saisons parmi l'élite puis redescend d'un niveau. À nouveau, Victor Van Offenwert reste fidèle à ses couleurs mais cette fois, l'équipe échoue dans sa course à la remontée. Le gardien décide en 1961 de partir au KRC Malines, qui évolue alors en Division 3. Il y joue une saison avant de ranger définitivement ses crampons.

## Statistiques
| Saison                | Club                  | Championnat           | Championnat | Championnat | Coupe(s) nationale(s) | Coupe(s) nationale(s) | Total | Total |
| Saison                | Club                  | Division              | M.          | B.          | M.                    | B.                    | M.    | B.    |
| 1953-1954             | Royal Antwerp FC      | Division 1            | 10          | 0           | 1                     | 0                     | 11    | 0     |
| 1954-1955             | Royal Antwerp FC      | Division 1            | 16          | 0           | 4                     | 0                     | 20    | 0     |
| 1955-1956             | Royal Antwerp FC      | Division 1            | 3           | 0           | -                     | -                     | 3     | 0     |
| Sous-total            | Sous-total            | Sous-total            | 29          | 0           | 5                     | 0                     | 34    | 0     |
| 1956-1957             | Beringen FC           | Division 1            | 28          | 0           | -                     | -                     | 28    | 0     |
| 1957-1958             | Beringen FC           | Division 2            | 30          | 0           | -                     | -                     | 30    | 0     |
| 1958-1959             | Beringen FC           | Division 1            | 11          | 0           | -                     | -                     | 11    | 0     |
| 1959-1960             | Beringen FC           | Division 1            | 29          | 0           | -                     | -                     | 29    | 0     |
| 1960-1961             | Beringen FC           | Division 2            | 17          | 0           | -                     | -                     | 17    | 0     |
| Sous-total            | Sous-total            | Sous-total            | 115         | 0           | -                     | -                     | 115   | 0     |
| 1961-1962             | KRC Malines           | Division 3A           | -           | -           | -                     | -                     | 0     | 0     |
| Total sur la carrière | Total sur la carrière | Total sur la carrière | 144         | 0           | 5                     | 0                     | 149   | 0     |

## Palmarès
- 1 fois vainqueur de la Coupe de Belgique en 1955 avec le Royal Antwerp FC.
- 1 fois champion de Belgique de Division 2 en 1958 avec le Beringen FC.